# Kevin Sussman
Kevin Sussman (ur. 4 grudnia 1970 w Staten Island) − amerykański aktor filmowy i telewizyjny, wystąpił jako Stuart Bloom w sitcomie CBS Teoria wielkiego podrywu i jako Walter w serialu ABC Brzydula Betty.